# シュルツ (宇宙戦艦ヤマト)
シュルツは、アニメ『宇宙戦艦ヤマト』（以下、『ヤマト』）『宇宙戦艦ヤマト2199』（以下、『2199』）の登場人物。声優は大林丈史（『ヤマト』『宇宙戦艦ヤマト 遥かなる星イスカンダル』。『ヤマト』第6話のみ加藤和夫）、島香裕（『2199』）。

## 宇宙戦艦ヤマト
ガミラス帝国の冥王星前線基地の司令官として地球移住計画を第一線で指揮し、ヤマトの前に立ち塞がった最初のガミラス人。前頭部から後頭部まで禿げ上がった白髪頭が特徴の、初老の男性である。副官としてガンツがいる。
劇中では第3話から登場。遊星爆弾で地球を攻撃し、地表に放射能を充満させ、人類滅亡まで1年を切るところまで追い込むが、イスカンダルから地球にもたらされた波動エンジンを搭載したヤマトによって戦況は逆転する。
地球の宇宙船として初めてワープに成功したうえ、木星の浮遊大陸を波動砲の一撃で粉砕したヤマトを目の当たりにし、第6話でガミラス本国へ早急な対策を具申するが、ヒスを介してデスラーから「勝利の報告以外は受け付けない」と言われ、基地単独で戦うことになる。第7話・第8話でヤマトを冥王星へおびき寄せ、反射衛星砲による攻撃を加えて撃沈寸前まで追い詰めるが、あと一歩のところで過信が油断を生み、決死隊による基地への潜入工作を経て反射衛星砲を爆破され、基地を失うことになる。
自艦のシュルツ艦で辛うじて脱出には成功したものの、デスラーには戦線離脱や逃亡と捉えられて帰還を許されず「戦って死ね」と命令され、完全に退路を断たれる。その後、第9話でアステロイドベルトに隠れて補修中のヤマトへ残存艦隊と共に最後の決戦を挑むが、ヤマトのアステロイドリングによる防御に遭い、踏みこらえられる。進退きわまったシュルツは、ヤマトの修理完了前に刺し違えて武名だけでも残そうと決意し、「我らの前に勇士なく、我らの後に勇士なしだ」という演説でガンツや部下たちを奮い立たせ、全艦特攻を敢行する。しかし、僚艦は解放されたアステロイドへ衝突して次々に沈み、シュルツ艦もヤマトから撃ち込まれたロケットアンカーで針路を逸らされて小惑星へ衝突し、シュルツは自艦ごと戦死する。劇場版第1作ではデスラーに見限られるシーンやアステロイドベルト作戦自体がカットされ、反射衛星砲爆破の影響による基地の沈没に巻き込まれ死亡するという展開となっている。

## PSゲームシリーズ
PS版『宇宙戦艦ヤマト 遥かなる星イスカンダル』に登場する。肌の色が青に変更されている点を除けば、容姿・活躍ともにアニメ版と大きな違いはない。ただし、最後の戦闘では特攻前にガンツを脱出させ、ガミラスへヤマトのデータを持ち帰らせている。
なお、本作ではゲームオリジナルキャラクターとして、容姿の酷似したコルサックという兄が登場する。

## 宇宙戦艦ヤマト2199
『ヤマト』のリメイク作品である本作では、『ヤマト』と同様に冥王星前線基地司令官として登場するが、階級は大佐、植民惑星ザルツ出身の二等ガミラス人で、自身が旅団長を務める空間機甲旅団は全員二等ガミラス人で構成されており、元々はガンツたちと同じくドメルの部下だったという設定に再構築されている。これらは、『ヤマト』当時の肌色もそのまま再現したいと考えた総監督の出渕裕により、「ガミラスが植民地化した他の惑星の住民を二等市民として取り立てている」という設定が追加されたためである。座乗艦はガイデロール級航宙戦艦「シュバリエル」。
容貌に大きな変更はないが、「ヴァルケ・シュルツ」というフルネームが設定されている。既婚者であり、ライザ・シュルツという妻や、ヒルデ・シュルツという娘がいる。また、ヤマトへ「我々と同じ（二等ガミラス人としての）生き方もあっただろうに」と同情を寄せたり、ヒルデからのビデオレターを見て笑みをこぼすなど、旧作よりも性格付けが深く掘り下げられている。
劇中では第2話から登場。第5話でヤマトを反射衛星砲で迎え撃つまでは『ヤマト』と同様であるが、それ以降の展開は異なっており、基地と共に艦隊まで失って乗艦シュバリエル1隻のみで辛うじて脱出する。その後、第8話でデスラーの立案によるヤマト撃滅作戦実行の機会を与えられ、ガス生命体を仕込んだデスラー魚雷をヤマトへ発射し、ヤマトを恒星グリーゼ581へ追い込むことには成功するが、ガス生命体がグリーゼ581を同化しようとするも飲み込まれて消滅した結果、上官のグレムト・ゲールから全責任を転嫁されて罵倒される。その後ガンツによってゲールの通信は遮断され、ガンツなどと共にシュバリエルでヤマトに最後の突撃を敢行するが、ヤマトは前方に発生したフレアを波動砲で撃ち抜いて突破し、直下から湧き上がった別のフレアを避け切れず爆沈するシュバリエルと共に、妻と娘のことを想いながら散っていった。その後、デスラーはこの戦いにおける戦死者への2階級特進と、遺族への名誉ガミラス人の称号付与を指示している。
漫画版（むらかわみちお）
単行本第3巻では、ガンツやヴォル・ヤレトラーから父のように慕われているという描写がある。ドメルもシュルツの仁徳を大いに評価しており、墓参りに訪れている。
小説版
内容が完全にヤマト側（地球側）の視点で書かれていることから直接の登場はないが、アニメ版同様メ2号作戦で敗走した後、グリーゼ581星系においてヤマトにガス生命体が封入された魚雷による雷撃を行う冥王星基地所属艦隊旗艦が登場し、下巻ではそれがシュルツの乗艦であったことが語られる。
ヤマトへの雷撃後の行動は、アニメ版と異なっている。グリーゼ581を突破したヤマトを追撃するためにその正面へワープするが、乗艦は星系に張られていたプラズマフィラメントを強引に突破した影響で酷く損傷して戦闘不能となっており、逃げるよう促すヤマトからの通信に「バカメ」と返信すると、刺し違えるべく体当たりを敢行する。最後は、衝突直前にロケットアンカーを撃ち込まれて軌道をそらされ、ヤマトの至近を通過した後に機関が臨界を越えて爆沈する。

## 肌の色について
シュルツを含む冥王星基地の面々は、ガミラス人の肌色が青に設定変更される前に登場するため、肌がペールオレンジである。『ヤマト』の劇場総集編でも、デスラーやヒスは変更前の登場カットも青色に修正されたが、シュルツたちは修正されなかった。
しかし、後年のWS用ゲーム『宇宙戦艦ヤマト』やPS用ゲーム『宇宙戦艦ヤマト 遥かなる星イスカンダル』では、青色に改められている。一方、『2199』では上述の通り、『ヤマト』と同じ肌の色を再現しようという考えがあり、そこから二等ガミラス人という設定に発展している。